# 保罗·迪·雷斯塔
保羅·迪·雷斯塔（Paul di Resta；1986年4月16日—），英國蘇格蘭西洛錫安人，職業賽車手。為知名賽車手達里奧·法蘭基蒂（Dario Franchitti）、馬利諾·法蘭基蒂（Marino Franchitti）之堂弟。於2010年2月接手其家族於西洛錫安所經營之休閒企業主任。2011年～2013年曾效力於一級方程式賽車印度力量车队，担任主力车手，目前效力于德國房車大師賽，效力於梅賽德斯-賓士車隊。从2016年起，他开始担任天空体育F1台的主持工作，并且在一级方程式赛事结束的冠亚季军赛后采访也经常由他负责。

## 經歷

### 卡丁車
迪雷斯塔自1994年開始參加各類卡丁車之大小賽事，直至2001年為止，至此，其後入了賽車手的圈子。

### 三級方程式賽車
保羅在2005年以 Manor Motorsport 的隊員身份參加三級方程式賽車（Formula Three Euroseries），贏得聲望極高的邁凱輪汽車運動BRDC年度青年車手獎，1992年他的表兄弟達里奧·弗朗奇蒂（Dario Franchitti）也曾得過此獎。隔年更擊敗當時的隊友。現為阿斯頓馬丁車隊的賽巴斯蒂安·維泰爾並奪冠，迪雷斯塔亦贏得2006年在薩德霍特公園賽道進行的F3大師賽。

### 德國房車賽
2007年他為梅塞德斯參加德國房車賽。在比賽中他獲得第五名，前四名分別為馬蒂亞斯·埃克斯托姆（Mattias Ekstrom，他贏得他第二個德國房車賽冠軍）、邦羅·史賓格拿（Bruno Spengler）、馬田·湯姆齊克（Martin Tomczyk）和詹米·格林（Jamie Green）。他是開非2007年車款的車手中最快的。他的表現讓他贏得了2008年的奔馳C級（Mercedes C Klasse），這是給他在德國房車賽中傑出的初出場賽季的獎賞。迪·雷斯塔比了一場絕好的錦標賽，贏了兩場比賽並在分數上得第二，只比奧迪的冠軍提摩·舒尼達（Timo Scheider）差四分。

### 一級方程式

#### 2011年
迪雷斯塔參加2011年的一級方程式賽事，在澳洲站以第12名完成，但由於沙巴車隊的戰事違規，迪雷斯塔升至第10名，獲得第1分。在最初兩站取得分數後，表現一直低沉，接著在意大利站及新加坡站取得好表現，車手榜排名亦開始上升。

#### 2012年

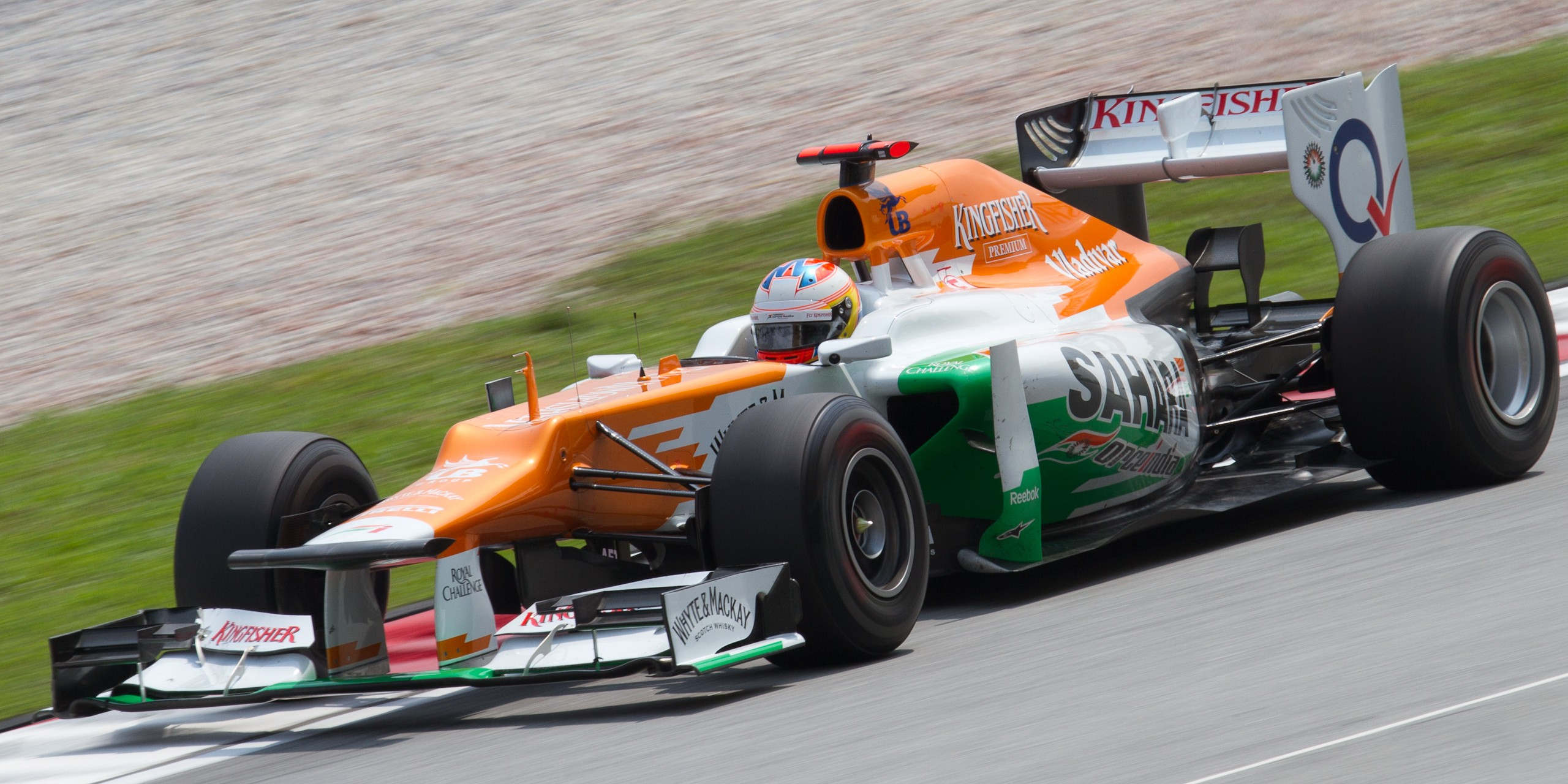
雷斯塔駕駛著印度力量車隊的VJM05賽車。

迪雷斯塔在巴林站力壓費爾南多·阿隆索和路易斯·漢米爾頓獲得了第六名。

#### 2013年
迪雷斯塔在本赛季获得了48个积分，位列车手积分榜第12位。赛季结束后，印度力量宣布不会和他续约。

#### 2016年
在阔别一级方程式赛场两个赛季后，迪雷斯塔被威廉姆斯车队选中成为车队的后备车手。

#### 2017年
威廉姆斯车队继续签约迪雷斯塔作为后备车手。并在匈牙利大奖赛上顶替生病的费利佩·马萨参加赛事。最终他在排位赛上获得第19位（共20位）；在正赛中他因为油路泄露而在第60圈退赛，此时距离比赛结束仅剩10圈。

#### 2020年
迈凯伦车队在70周年大奖赛前夕宣布签约迪雷斯塔作为车队在该站比赛的后备车手。

### 世界耐力锦标赛（2022-）
2021年8月，标致车队宣布已与迪雷斯塔签约，迪雷斯塔将代表标致车队参加2022赛季世界耐力锦标赛Hypercar组别的比赛。

## 一級方程式賽績
(图例)粗體為桿位出賽，斜體為最快圈速
| 赛季   | 車隊         | 底盤              | 引擎                   | 1     | 2      | 3     | 4      | 5     | 6     | 7     | 8     | 9      | 10     | 11     | 12    | 13     | 14     | 15    | 16    | 17    | 18    | 19      | 20     | 名次 | 积分 |
| ------ | ------------ | ----------------- | ---------------------- | ----- | ------ | ----- | ------ | ----- | ----- | ----- | ----- | ------ | ------ | ------ | ----- | ------ | ------ | ----- | ----- | ----- | ----- | ------- | ------ | ---- | ---- |
| 2010年 | 印度力量車隊 | 印度力量車隊VJM03 | 梅塞德斯FO 108Y 2.4 V8 | 巴林  | 澳 TD  | 馬 TD | 中 TD  | 西 TD | 摩    | 土    | 加    | 欧 TD  | 英 TD  | 德     | 匈 TD | 比     | TD     | 新    | 日    | 韩    | 巴西  | 阿      |        |      | －   |
| 2011年 | 印度力量車隊 | 印度力量車隊VJM04 | 梅塞德斯FO 108Y 2.4 V8 | 澳 10 | 馬 10  | 中 11 | 土 Ret | 西 12 | 摩 12 | 加 18 | 欧 14 | 英 15  | 德 13  | 匈 7   | 比 11 | 8      | 新 6   | 日 12 | 韩 10 | 印 13 | 阿 9  | 巴西 8  |        | 第13 | 27   |
| 2012年 | 印度力量車隊 | 印度力量車隊VJM05 | 梅塞德斯FO 108Y 2.4 V8 | 澳 10 | 馬 7   | 中 12 | 巴林 6 | 西 14 | 摩 7  | 加 11 | 欧 7  | 英 Ret | 德 11  | 匈 12  | 比 10 | 8      | 新 4   | 日 12 | 韩 12 | 印 12 | 阿 9  | 美 15   | 巴 19† | 第14 | 46   |
| 2013年 | 印度力量車隊 | 印度力量車隊VJM06 | 梅塞德斯FO 108Z 2.4 V8 | 澳 8  | 马 Ret | 中 8  | 巴林 4 | 西 7  | 摩 9  | 加 7  | 英 9  | 德 11  | 匈 18† | 比 Ret | Ret   | 新 20† | 韩 Ret | 日 11 | 印 8  | 阿 6  | 美 15 | 巴西 11 |        | 第12 | 48   |

*賽季進行中。
‡由於未能完成原定賽程的75%，車手只有一半分數。
†未完赛，但已完成赛事总里程的90%。

## 外部連結
- （英文）Paul di Resta career statistics （页面存档备份，存于）
- （英文）Official website